# فیروزه سوریه

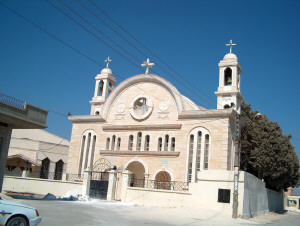
کلیسای مار الیاس در شهر فیروزه سوریه

فیروزه, سوریه یک منطقهٔ مسکونی در سوریه است که در شهرستان حمص واقع شده‌است.

## خصوصیات
فیروزه سوریه ۶٬۴۵۶ نفر جمعیت دارد و ۵۵۰ متر بالاتر از سطح دریا واقع شده‌است.